# Hibiya-Unruhen

Demonstranten

Zu den Hibiya-Ausschreitungen (japanisch 日比谷焼打事件 Hibiya yakiuchi jiken) kam es am 5. September 1905 in Tokio nach der Unterzeichnung des Vertrages von Portsmouth, welcher das Ende des Russisch-Japanischen Krieges besiegelte.

## Übersicht
In der japanischen Öffentlichkeit wurden die Vertragsbedingungen von Portsmouth als Demütigung aufgefasst. Das auf dem Schlachtfeld siegreiche Japan hatte nur einen kleinen Teil seiner Forderungen gegenüber dem russischen Unterhändler Sergei Witte durchsetzen können. Dass Russland keinerlei Reparationszahlungen leisten sollte, wurde von den meisten Japanern mit besonderem Unmut aufgenommen, da die Kosten des Krieges enorm waren.
Als der Vertragsabschluss in Japan bekannt wurde, riefen verschiedene Gruppen zu spontanen Protestveranstaltungen auf. Am Abend des 5. September versammelten sich etwa 30.000 Menschen in der Nähe des Tokioter Hibiya-Parks in Chiyoda. Die Polizei versuchte erfolglos, die Demonstration zu verhindern, und versperrte sämtliche Eingänge des Parkes. Daraufhin kam es zu bürgerkriegsähnlichen Zuständen in Tokio, in deren Folge mindestens 17 Menschen getötet und mehr als 1.000 verletzt wurden. Der Mob zerstörte etwa 70 Prozent der Polizeigebäude der Stadt. Nachdem in den folgenden Tagen mehrere hundert Demonstranten verhaftet wurden, beruhigte sich die Situation zunächst. In den folgenden Wochen und Monaten kam es in Tokio und anderen japanischen Städten immer wieder zu spontanen Ausschreitungen der Bevölkerung.
Das Ereignis stellt weiterhin den Beginn einer Reihe von gewalttätigen Ausschreitungen der japanischen Öffentlichkeit dar, die in den Reisunruhen von 1918 gipfelten.